# Carrollton (Ohio)
Carrollton es una villa ubicada en el condado de Carroll en el estado estadounidense de Ohio. En el Censo de 2010 tenía una población de 3241 habitantes y una densidad poblacional de 511,38 personas por km².

## Geografía
Carrollton se encuentra ubicada en las coordenadas 40°34′49″N 81°5′24″O / 40.58028, -81.09000. Según la Oficina del Censo de los Estados Unidos, Carrollton tiene una superficie total de 6.34 km², de la cual 6.34 km² corresponden a tierra firme y (0%) 0 km² es agua.

## Demografía
Según el censo de 2010, había 3241 personas residiendo en Carrollton. La densidad de población era de 511,38 hab./km². De los 3241 habitantes, Carrollton estaba compuesto por el 98.18% blancos, el 0.37% eran afroamericanos, el 0.03% eran amerindios, el 0.4% eran asiáticos, el 0% eran isleños del Pacífico, el 0.15% eran de otras razas y el 0.86% pertenecían a dos o más razas. Del total de la población el 0.86% eran hispanos o latinos de cualquier raza.